# RustDesk
RustDesk er en fjernadgangssoftware og fjernbetjeningssoftware, primært skrevet i Rust, som muliggør fjernvedligeholdelse af computere. RustDesk-klienten er tilgængelig til styresystemer som Microsoft Windows, Apple MacOS, Apple iOS, Android og Linux. 
RustDesk har ambitionen om at være et open source-alternativ til fjernstyringsprogrammer som TeamViewer eller AnyDesk. Derfor er RustDesk i stand til at fungere uden at være afhængig af yderligere værktøjer såsom VPN'er eller port forwarding, selv bag firewalls eller NAT-gateways. Siden version 1.2.0 er RustDesk baseret på Flutter, der erstatter det proprietære Sciter UI runtime-bibliotek, der gik forud.
I 2023 rapporterede ofre for teknisk svindel at være blevet ramt af svindlere, der narrede brugere til at installere RustDesk for at få adgang til følsomme data.
RustDesk anvender som standard tcp-port 21114-21119 og udp-port 21116.

## Funktioner
- Fjernadgang til flere styresystemer (Windows, Linux, macOS, iOS, Android)
- End-to-end-kryptering[10]
- Valgfri selvhostet server[11]
- Filoverførsel
- Chatfunktioner
- TCP tunneling